# Billets de banque en ouguiyas
Les billets de banque en ouguiya sont émis par la Banque centrale de Mauritanie.

## Historique
Les premières ouguiyas sont introduites en 1973 en remplacement du franc CFA, au taux de une ouguiya pour cinq francs CFA.
Le 28 novembre 2017, dans son discours pendant la fête de l'indépendance, le président mauritanien, Mohamed Ould Abdel Aziz, annonce une réforme du système monétaire du pays qui selon lui va aider l'économie souffrante du pays.
Cela a entrainé une très importante inflation en décembre 2017 d'environ 10 à 50 % selon les produits.
Le 1er janvier 2018, une nouvelle monnaie est introduite. Dix anciens ouguyas (code ISO MRO) en valent un à cette date, le code ISO de cette nouvelle monnaie est MRU. De nouveaux billets en polymère remplacent les anciens.
Les Mauritaniens ont un an pour échanger leurs billets. Durant les six premiers mois de l'année, ils pourront réaliser ces opérations auprès des banques, des guichets du Trésor ou encore de la Poste. Après, il faudra s'adresser à la Banque centrale. Ce change se fera de manière progressive. Durant le premier mois, les billets de 5 000 ouguiyas sont remplacés, puis ceux de 2 000, etc. . Les prix sont affichés en ouguiya d'avant 2018 (MRO) et en ouguiya actuelle (MRU), pendant une durée de trois ans.

## Billets enouguiyas de 1973à2018
Cinq séries ont été émises pour un total de 18 billets différents depuis la création de l'ouguiya comme monnaie fiduciaire le 28 juin 1973.
Liste des billets en cours de circulation au 1er janvier 2014 :